# Метте Бок
Метте Бок (дан. Mette Bock; нар. 26 липня 1957, Гладсаксе) — данська політична діячка, журналістка, письменниця, член партії Ліберальний альянс, міністр зі справ культури та церкви Данії з 2016 року.

## Біографія
Метте Бок народилася у Гладсаксі у сім'ї Оле Самуельсена і Анни Холм, одружена з Гансом Джорном Боком. Її брат — Андрес Самуельсен.
Бок закінчила філософський факультет в Оденському університеті та факультет політології в Орхуському університеті. З 1984 по 2002 роки працювала доценткою Орхуської школи бізнесу та соціальних наук.
Бок приєдналася до Соціалістичної народної партії, ⁣ від якої безрезультатно висувалася на парламентські вибори 1994 року. Пізніше Бок вступила до партії Радикальна Венстре, від якої висувалася на вибори 2001 року, знову безрезультатно. У 2002 році вона стала головною редакторкою газети «JydskeVestkysten» та об'єднання «Південна данська медіа». Коли її брат Андерс Самуельсен покинув Радикальну Венстре, щоб у 2007 році заснувати нову партію (пізніше перейменовану в Ліберальний альянс), Бок також приєдналася до цієї партії. З 2008 по 2009 роки вона була програмною директоркою Данського радіо.
Обрана у парламент Данії у 2011 році.
28 листопада 2016 році Метте Бок отримала посаду міністра з питань культури та церкви.